# Magic (Bruce Springsteen)
Magic is een album van Bruce Springsteen en de E-Street-Band. Het album werd op 28 september 2007 uitgebracht bij het label Columbia Records. 

## Nummers
Alle nummers zijn geschreven door Bruce Springsteen.
1. Radio Nowhere
2. You'll Be Comin' Down
3. Livin' In The Future
4. Your Own Worst Enemy
5. Gypsy Biker
6. Girls In Their Summer Clothes
7. I'll Work For Your Love
8. Magic
9. Last To Die
10. Long Walk Home
11. Devil's Arcade

verborgen nummer: Terry's Song

## Muzikanten

### E Street Band
- Bruce Springsteen – zang, gitaar, orgel, mondharmonica, synthesizer, klokkenspel, percussie
- Roy Bittan – piano, orgel
- Clarence Clemons –saxofoon, achtergrondzang
- Danny Federici –orgel, keyboards
- Nils Lofgren – gitaar, achtergrondzang
- Patti Scialfa – achtergrondzang
- Garry Tallent - basgitaar
- Steven Van Zandt –gitaar, mandoline, achtergrondzang
- Max Weinberg – drums

### Toegevoegde muzikanten
- Soozie Tyrell –viool op Livin' in the future, I'll work for your love, Magic en Last to die
- Jeremy Chatzky – bas op Magic
- Daniel Laufer – cello on Devil's arcade
- Patrick Warren – piano op Your own worst enemy, Girls in their summer clothes, Magic, Long walk home en Devil's arcade
- Strijkinstrumenten op Your own worst enemy en Girls in their summer clothes:
- Kenn Wagner, Jay Christy, Justin Bruns, William Pu, Cristopher Pulgram, John Meisner, Olga Shpitko, Sheela Lyengar – viool
- Tania Maxwell Clements, Amy Chang, Lachlan McBane – altviool
- Karen Freer, Daniel Laufer, Charae Kruege – cello

## Info over het album
Dit is het eerste Springsteen album dat in zijn geheel is opgenomen in de Southern Tracks Studio, Atlanta, USA. 
In het boekje bij dit album wordt stilgestaan bij het overlijden van Terry Magowern, die 23 jaar heeft gewerkt voor Bruce Springsteen. Het nummer Terry's song is (als hidden track) toegevoegd aan dit album. 
Dit album heeft een eerste plaats gehaald in de Verenigde Staten en in het Verenigd Koninkrijk. In Nederland bereikte het een tweede plaats. 
E Street Band: Bruce Springsteen · Roy Bittan · Nils Lofgren · Patti Scialfa · Garry Tallent · Steven Van Zandt · Max Weinberg
Jake Clemons · Charles Giordano · Soozie Tyrell
Voormalige leden: Ernest Carter · Clarence Clemons · Danny Federici · Vini Lopez · David Sancious
Voormalige tourmuzikanten:
Everett Bradley · Barry Danielian · Clark Gayton · Curtis King · Suki Lahav · Ed Manion · The Miami Horns · Cindy Mizelle · Michelle Moore · Tom Morello · Curt Ramm · Jay Weinberg